# Discografia de Tiago Iorc
A discografia de Tiago Iorc, cantor e compositor brasileiro, compreende em cinco álbuns de estúdio, uma compilação e quinze singles.

## Álbuns

### Álbuns de estúdio
| Let Yourself In                                          | - Lançado: 20 de abril de 2008 - Gravadora: SLAP - Formatos: CD, download digital                   | — | 7 | - : + 10.000 |                |
| Umbilical                                                | - Lançado: 10 de outubro de 2011 - Gravadora: SLAP - Formatos: CD, download digital                 | — | — | - : + 5.000  |                |
| Zeski                                                    | - Lançado: 29 de julho de 2013 - Gravadora: SLAP - Formatos: CD, download digital                   | — | — | - : + 5.000  |                |
| Troco Likes                                              | - Lançamento: 10 de julho de 2015 - Gravadora: SLAP - Formatos: LP, CD, download digital            | 3 | — | - : + 90.000 | - PMB: Platina |
| Reconstrução                                             | - Lançamento: 5 de maio de 2019 - Gravadora: Iorc Produções, Universal - Formatos: Download digital | 1 | — | - : + 80.000 | - PMB: Platina |
| Daramô                                                   | - Lançamento: 3 de novembro de 2022 - Gravadora: SLAP - Formatos: Download digital, LP              | — | — |              |                |
| Antes Que O Mundo Acabe                                  | - Lançamento: 14 de maio de 2024 - Gravadora: Som Livre - Formatos: Download digital                | — | — |              |                |
| "—" denota álbuns que não entraram nas paradas musicais. | |   |   |              |                |

### Álbuns ao vivo
| Troco Likes ao Vivo                                      | - Lançado: 27 de setembro de 2016 - Gravadora: SLAP - Formatos: CD, DVD, download digital      | 9 | - : + 90.000 | - PMB: Platina |
| Acústico MTV                                             | - Lançado: 20 de setembro de 2019 - Gravadora: Universal - Formatos: CD, DVD, download digital | — | - : + 80.000 | - PMB: Platina |
| "—" denota álbuns que não entraram nas paradas musicais. |                                                                                                |   |              |                |

### EPs
| Amei Te Ver                                              | - Lançamento: 16 de fevereiro de 2016 - Formatos: EP, download digital - Gravadora: SLAP | — |  |
| Sigo de Volta                                            | - Lançamento: 11 de março de 2016 - Formatos: EP, download digital - Gravadora: SLAP     | — |  |
| "—" denota álbuns que não entraram nas paradas musicais. |                                                                                          |   |  |

### Compilações
| Novelas                                                  | - Lançado: 18 de maio de 2015 - Gravadora: SLAP - Formatos: Download digital | 43 |  |
| "—" denota álbuns que não entraram nas paradas musicais. |                                                                              |    |  |

## Singles

### Como artista principal
| Canção                                                                                      | Ano  | Melhores posições nas tabelas | Melhores posições nas tabelas | Certificações   | Álbum                |
| Canção                                                                                      | Ano  | BRA Billboard                 | JAP Hot 100                   | Certificações   | Álbum                |
| ------------------------------------------------------------------------------------------- | ---- | ----------------------------- | ----------------------------- | --------------- | -------------------- |
| "Nothing But a Song"                                                                        | 2007 | 36                            | 11                            |                 | Let Yourself In      |
| "Scared"                                                                                    | 2007 | —                             | —                             |                 | Let Yourself In      |
| "Blame"                                                                                     | 2008 | 56                            | —                             |                 | Let Yourself In      |
| "My Girl"                                                                                   | 2009 | 60                            | —                             |                 | Let Yourself In      |
| "Fine"                                                                                      | 2010 | —                             | —                             |                 | Let Yourself In      |
| "Story of a Man"                                                                            | 2011 | 80                            | —                             |                 | Umbilical            |
| "Morena"                                                                                    | 2012 | —                             | —                             |                 | Re-Trato             |
| "It's a Fluke"                                                                              | 2013 | 80                            | —                             |                 | Zeski                |
| "Música Inédita" (com participação de Maria Gadú)                                           | 2013 | —                             | —                             |                 | Zeski                |
| "Forasteiro" (com participação de Silva)                                                    | 2013 | —                             | —                             |                 | Zeski                |
| "Sorte" (com participação de Deeplick)                                                      | 2014 | —                             | —                             |                 | Não incluso em álbum |
| "Dia Especial"                                                                              | 2014 | 64                            | —                             |                 | Não incluso em álbum |
| "Até Aqui" (com Duca Leindecker)                                                            | 2015 | —                             | —                             |                 | Plano Aberto         |
| "Coisa Linda"                                                                               | 2015 | 11                            | —                             |                 | Troco Likes          |
| "Amei Te Ver"                                                                               | 2015 | 89                            | —                             | - PMB: Platina  | Troco Likes          |
| "Alexandria"                                                                                | 2015 | —                             | —                             |                 | Troco Likes          |
| "Chega Para Cá"                                                                             | 2016 | 77                            | —                             |                 | Troco Likes ao Vivo  |
| "Mais Bonito Não Há" (com Milton Nascimento)                                                | 2017 | —                             | —                             |                 | Não incluso em álbum |
| "Hoje Lembrei do Teu Amor"                                                                  | 2019 | —                             | —                             |                 | Reconstrução         |
| "Tangerina" (com Duda Beat)                                                                 | 2019 | —                             | —                             | - PMB: Diamante | Acústico MTV         |
| "Você pra Sempre em Mim"                                                                    | 2020 | —                             | —                             |                 | Não incluso em álbum |
| "Masculinidade"                                                                             | 2021 | —                             | —                             |                 | Não incluso em álbum |
| "Saudade Boa"                                                                               | 2022 | —                             | —                             |                 | Daramô               |
| "—" denota itens que não entraram nas tabelas musicais ou não foram lançados no território. |      |                               |                               |                 |                      |

### Singlespromocionais
| Canção                | Ano  | Álbum                |
| --------------------- | ---- | -------------------- |
| "No One There"        | 2008 | Let Yourself In      |
| "Eu Gosto Tanto Dela" | 2021 | Não incluso em álbum |
| "Ciumeira"            | 2022 | Daramô               |
| "Todas as Flores"     | 2023 | Não incluso em álbum |

### Como artista convidado
| Canção                                                    | Ano  | Álbum                 |
| --------------------------------------------------------- | ---- | --------------------- |
| "Íris" (Matheus Possebon com participação de Tiago Iorc)  | 2012 | Fica Comigo (Ao Vivo) |
| "Ciranda" (Amanda Brecker com participação de Tiago Iorc) | 2015 | Here I Am             |
| "Me Espera" (Sandy com participação de Tiago Iorc)        | 2016 | Meu Canto             |
| "Trevo (Tu)" (Anavitória com participação de Tiago Iorc)  | 2016 | Anavitória            |

## Vídeos musicais
| Título                                | Ano  | Direção                              |
| ------------------------------------- | ---- | ------------------------------------ |
| "Nothing But a Song"                  | 2007 | Fernando Coelho e Tiago Iorc         |
| "My Girl"                             | 2009 | Fita Crepe Filmes e Tiago Iorc       |
| "Story of a Man (Acoustic on a boat)" | 2011 | Rafael Lopes e Tiago Iorc            |
| "Forasteiro"                          | 2013 | Rafael Kent                          |
| "Yes and Nothing Less"                | 2013 | Rafael Kent e Tiago Iorc             |
| "Um Dia Após o Outro"                 | 2013 | Rafael Kent e Tiago Iorc             |
| "Música Inédita"                      | 2013 | Rafael Kent                          |
| "What Would You Say"                  | 2014 | Rafael Kent                          |
| "Dia Especial"                        | 2014 | Rafael Trindade e Tiago Iorc         |
| "Até Aqui"                            | 2015 | Rafael Trindade e Fernando Bertoluci |
| "Coisa Linda"                         | 2015 | Rafael Trindade e Fernando Bertoluci |
| "Amei Te Ver"                         | 2015 | Rafael Kent e Tiago Iorc             |
| "Alexandria"                          | 2015 | Paestor                              |
| "Bang"                                | 2016 | Rafael Kent e Tiago Iorc             |
| "Mais Bonito Não Há"                  | 2017 | Rafael Trindade e Tiago Iorc         |
| "Desconstrução"                       | 2019 | Tiago Iorc                           |
| "Hoje Lembrei do Teu Amor"            | 2019 | Tiago Iorc                           |
| "Deitada Nessa Cama"                  | 2019 | Tiago Iorc                           |
| "Fuzuê"                               | 2019 | Tiago Iorc                           |
| "Faz"                                 | 2019 | Tiago Iorc                           |
| "Tangerina"                           | 2019 | Tiago Iorc                           |
| "Laços"                               | 2019 | Tiago Iorc                           |
| "Nessa Paz Eu Vou"                    | 2019 | Tiago Iorc                           |
| "Tua Caramassa"                       | 2019 | Tiago Iorc                           |
| "Me Tira pra Dançar"                  | 2019 | Tiago Iorc                           |
| "A Vida Nunca Cansa"                  | 2019 | Tiago Iorc                           |
| "Bilhetes"                            | 2019 | Tiago Iorc                           |
| "Sei"                                 | 2019 | Tiago Iorc                           |
| "Você Pra Sempre Em Mim"              | 2020 | Tiago Iorc                           |
| "Masculinidade"                       | 2021 | Rafael Trindade e Tiago Iorc         |
| "Saudade Boa"                         | 2022 | Rafael Trindade e Tiago Iorc         |

| Título      | Ano  | Artista principal | Direção                               |
| ----------- | ---- | ----------------- | ------------------------------------- |
| "Ciranda"   | 2015 | Amanda Brecker    | Marco Aurélio Abreu e Marcelo Velloso |
| "Me Espera" | 2016 | Sandy             | Rafael Kent                           |

## Outras aparições
| Canção           | Ano  | Outro(s) artista(s) | Álbum                          |
| ---------------- | ---- | ------------------- | ------------------------------ |
| "Música Inédita" | 2015 | Duca Leindecker     | Plano Aberto (Ao Vivo)         |
| "Amei Te Ver"    | 2017 | Solange Almeida     | Sentimento de Mulher (Ao Vivo) |

## Trilhas sonoras
| Canção                     | Ano  | Nota(s)                                          | Ref.   |
| -------------------------- | ---- | ------------------------------------------------ | ------ |
| "Nothing But a Song"       | 2007 | Trilha sonora da telenovela Malhação             | [ 9 ]  |
| "Scared"                   | 2007 | Trilha sonora da telenovela Duas Caras           | [ 9 ]  |
| "Blame"                    | 2008 | Trilha sonora da telenovela A Favorita           | [ 9 ]  |
| "My Girl"                  | 2009 | Trilha sonora da telenovela Viver a Vida         | [ 9 ]  |
| "Fine"                     | 2010 | Trilha sonora da telenovela Malhação             | —      |
| "Gave Me a Name"           | 2011 | Trilha sonora da telenovela A Vida da Gente      | [ 9 ]  |
| "Story Of a Man"           | 2011 | Trilha sonora da telenovela Malhação             | [ 9 ]  |
| "It's a Fluke"             | 2013 | Trilha sonora da telenovela Flor do Caribe       | [ 9 ]  |
| "What Would You Say"       | 2013 | Trilha sonora do filme Confissões de Adolescente | [ 10 ] |
| Proibida Pra Mim (Grazon)" | 2014 | Trilha sonora da telenovela Geração Brasil       | [ 11 ] |
| "Till I'm Old and Gray"    | 2015 | Trilha sonora do filme S.O.S. Mulheres ao Mar 2  |        |
| "What a Wonderful World"   | 2015 | Tema de abertura da telenovela Sete Vidas        | [ 12 ] |
| "Amei Te Ver"              | 2016 | Trilha sonora da telenovela Haja Coração         |        |
| "Coisa Linda"              | 2016 | Trilha sonora da telenovela Sol Nascente         |        |
| "Me Espera"                | 2016 | Trilha sonora da telenovela Rock Story           |        |
| "Tempo Perdido"            | 2017 | Trilha sonora da telenovela Os Dias Eram Assim   |        |
| "Cataflor"                 | 2018 | Trilha sonora da telenovela Tempo de Amar        |        |
| "Mais Bonito Não Há"       | 2018 | Trilha sonora da telenovela Orgulho e Paixão     |        |
| "Laços"                    | 2019 | Trilha Sonora do Filme Turma da Mônica: Laços    |        |
| "Deitada Nessa Cama"       | 2019 | Trilha sonora da telenovela Bom Sucesso          |        |
| "Todas as Flores"          | 2022 | Trilha sonora da telenovela Todas as Flores      |        |
| "Saudade Boa"              | 2024 | Trilha sonora da telenovela Família É Tudo       |        |